# Arnold Werner
Arnold Israel Werner, född 1 december 1895 i Milwaukee, död 23 februari 1979 i Djursholm, var en svensk präst.
Arnold Werner var son till Per Werner i dennes första gifte med Emy Olivia Örtengren. Efter studentexamen i Stockholm 1915 blev han teologie kandidat vid Uppsala universitet 1922 och prästvigdes samma år. Han tjänstgjorde därefter till 1942 i Klara församling i Stockholm, var 1942–1953 komminister i Sankt Görans församling och blev 1953 kyrkoherde i Danderyds församling. I hög grad ägnade sig Werner åt den kristliga studentrörelsen, vars svenska sekreterare han var 1922–1929, samt kom i samband med rörelsens internationella arbete att alltmer knytas till den ekumeniska rörelsen. Vid ekumeniska mötet i Stockholm 1925 var Werner ledare för upplysningsavdelningen och därefter svenskt ombud vid flera ekumeniska möten. Dessutom fullgjorde han en rad ekumeniska uppdrag i Tyskland, Nederländerna och de nordiska länderna, varutöver han 1936–1937 och 1939–1948 var sekreterare i den svenska ekumeniska nämnden samt dess kassaförvaltare från 1937. Han var 1941–1945 ordförande i Stockholms prästsällskap. Werner utgav religiösa betraktelser, recenserade religiös litteratur i Svenska Dagbladet samt biträdde vid psalmboksrevisionen och författade därom skriften Vår nya psalmbok (1937). Han utgav 1951 Luther och kyrkans enhet. Arnold Werner är begravd på Danderyds kyrkogård.